# Eugen Richter (Politiker, 1883)
Eugen Richter (* 11. September 1883; † 7. März 1973 in Wuppertal) war ein deutscher Ingenieur und Politiker (FDP). 
Nach dem Studium der Ingenieurwissenschaft übernahm Richter einen Handwerksbetrieb. Er stieg zum Kreishandwerksmeister auf und wurde später Vorsitzender der Kreishandwerkerschaft Wuppertal. 
Am 16. Januar 1946 wurde Richter als Nachfolger von Hans Bremme als Oberbürgermeister Wuppertals ernannt. Nach der ersten demokratischen Wahl am 30. Oktober 1946 wurde Robert Daum zum neuen Oberbürgermeister gewählt.

## Ehrungen
- Bundesverdienstkreuz 1. Klasse (11. September 1953)[3]
- Ehrenkreishandwerksmeister der Kreishandwerkerschaft Wuppertal (19. November 1962)